# Bernadette Bawin
Bernadette Bawin, née en 1945, licenciée en sciences sociales de l'Université de Liège en 1967, a obtenu un Master of Arts de l'Indiana University (USAl) en 1969 et un doctorat en sociologie de l'Université de Liège, où elle a eu une carrière de chercheuse et d'enseignante spécialisée en sociologie de la famille.

## Publications
Elle a publié avec Claude Javeau en 1977 Les Sondages en question aux éditions De Boeck.
Elle a signé en 1983 le Manifeste pour la culture wallonne et elle a dirigé l'ouvrage Belges toujours édité par la Fondation Roi Baudouin qui en 1992 et en 2001 a étudié les sentiments d'appartenance en Belgique. Elle a publié en 1988 chez Mardaga  Familles mariages, divorces et chez De Boeck en 1996 Sociologie de la Famille : le lien familial sous questions ainsi que Familles mode d'emploi en 1999. Elle a publié avec Michel De Coster et Marc Poncelet en 2001 chez De Boeck Introduction à la Sociologie (traduit en italien et en espagnol)
Elle a publié en 2003 chez Payot à Paris : Le Nouvel ordre sentimental et en 2006 toujours chez Payot Génération désenchantée : le monde des trentenaires (traduit en italien). Elle a publié chez l'Harmattan en 2012 Claude Javeau, témoin de son temps. Elle a publié en 2015 chez l'Harmattan avec Hannelore Schod un livre intitulé Le Couple rythmé par ses crises. Elle a enseigné dans diverses universités : Liège, Genève, Paris, Montréal, Toulouse et a été vice-présidente du Conseil international des Sciences  Sociales à l'Unesco (Paris). Elle a publié environ 65 articles dans des revues internationales spécialisées.
Elle a fait partie du Conseil d'administration de Child Focus, du Conseil scientifique de l'ONE et a été membre du comité exécutif de l'Association  Internationale des Sociologues de langue française ainsi que du Comité exécutif  de l'Association Internationale de Sociologie (AIS) de 1994 à 2002.